# Hadino Hishongwa
Hadino Hishongwa (* 10. April 1943 in Odibo, Südwestafrika; † 1. September 2023 in Ongwediva) war ein namibischer Politiker, Gründungsmitglied der SWAPO und Mitglied der Verfassunggebenden Versammlung Namibias.

## Lebensweg
Hishongwa besuchte die Sekundarschule in Tansania und studierte anschließend an der Universität Prag in Prag (Abschluss 1969) und an der Karl-Marx-Universität in Leipzig (Deutsche Demokratische Republik; 1971) sowie der Universität Stockholm in Stockholm (1982). Zwischenzeitlich war er 1972 und 1973 Kommandeur der People’s Liberation Army of Namibia (PLAN) im namibischen Befreiungskampf. Hishongwa war zudem zwischen 1972 und 1976 Repräsentant der SWAPO für zunächst Ostafrika und später Westafrika und anschließend bis 1982 für Skandinavien, Österreich und die Bundesrepublik Deutschland. 1983 übernahm er die SWAPO-Vertretung in Angola und von 1985 bis 1987 war Hishongwa für Australien und Ozeanien zuständig. Zudem war Hishongwa von 1976 bis 1989 Außensekretär der National Union of Namibian Workers (NUNW).
Hishongwa war von 1990 bis 2005 Mitglied der Nationalversammlung. Zu dieser Zeit diente er unter anderem als Vizeminister in den Ressorts Arbeit (1990–1995) und Jugend und Sport (1995–2005). Hishongwa war Hochkommissar Namibias in Botswana.
Am Heldentag 2014 war ihm der Orden Most Excellent Order of the Eagle, 1. Klasse verliehen worden.
Er starb am 1. September 2023 im Alter von 80 Jahren in Ongwediva.